# Oberhergheim
Oberhergheim település Franciaországban, Haut-Rhin megyében. Lakosainak száma 1307 fő (2022. január 1.). Oberhergheim Rouffach, Dessenheim, Rustenhart, Niederhergheim, Biltzheim és Niederentzen községekkel határos.

## Népesség
A település népességének változása:
| Lakosok száma | 1202 | 1204 | 1218 | 1202 | 1223 | 1245 | 1266 | 1296 | 1307 |
|               | 2013 | 2015 | 2016 | 2017 | 2018 | 2019 | 2020 | 2021 | 2022 |